# Рубен Джагінян
Рубен Володимирович Джагінян (вірм. Ռուբեն Ջաղինյան; *28 квітня 1969, Єреван) — вірменський шоумен, гуморист і телеведучий.
У 1994 році закінчив Єреванський політехнічний інститут (електротехнічний факультет).